# Регулиці (Опольське воєводство)
Регулиці (пол. Regulice, нім. Rieglitz) — село в Польщі, у гміні Ниса Ниського повіту Опольського воєводства.
Населення — 318 осіб (2011).

## Демографія
Демографічна структура станом на 31 березня 2011 року:
|          | Загалом | Допрацездатний вік | Працездатний вік | Постпрацездатний вік |
| -------- | ------- | ------------------ | ---------------- | -------------------- |
| Чоловіки | 155     | 40                 | 101              | 14                   |
| Жінки    | 163     | 29                 | 101              | 33                   |
| Разом    | 318     | 69                 | 202              | 47                   |